# نوكيا N97
نوكيا N97 هو الهاتف الثاني الذي يعمل باللمس من شركة نوكيا والذي جاء بعد تجربتها الأولى مع هاتف xPress Music 5800. الهاتف متوفر بلونين الأسود والأبيض ويأتي بكاميرتين 5 ميجا بيكسل، أمامية وخلفية (لإجراء مكالمات الفيديو) ولوحة مفاتيح QWERTYوبطاقة ذاكرة مدمجة 32 جيجا بايت وقابلية للتوسع بالذاكرة حتى 16 جيجيا بايت إضافية. يعمل الهاتف بنظام التشغيل S60 5th Edition Symbian OS v9.4 وبسرعة معالج 434 MHz وبذاكرة هاتف داخلية 128MBويدعم ترددات GSM التالية: 850/900/1800/1900 MHz. يتوفر في الهاتف راديو ومخرج TV out للربط مع التلفاز ولكن بدون كيبل AV في الصندوق وبالتالي فعليك أن تشتريه إذا احتجت إليه.
الوزن خفيف نسبياً 150 غرام، وقطر الشاشة 3.5 انش مع ميزة تغيير الاتجاه اوتوماتيكياً auto rotate (عموديا أو افقياً) والشاشة مثالية لتصفح الإنترنت ولاستعراض مقاطع الفيديو المخزنة على الجهاز أو على موقع يوتيوب. يدعم الهاتف الاتصال اللاسلكي بالإنترنت Wi-Fi وفقاً للمعيار 802.11 b/g ونظام تحديد المواقع GPS مع بوصلة مدمجة بالإضافة إلى خرائط نوكيا.
يركّز هاتف نوكيا N97 على توفير هاتف للوصول إلى الإنترنت والاستمتاع بمحتواها وخدماتها، وبدون الاتصال بين الهاتف والإنترنت فقد تشعر انه مجرد هاتف عادي! كذلك، يركز الهاتف على سرعة الوصول إلى محتوياتك وتطبيقاتك الخاصة على هاتفك وتوفير الوقت وإدارة المهام واخذ الملاحظات وزيادة الإنتاجية وتنظيم وإدارة الوقت. ميزة widgets هي ميزة مبتكرة من نوكيا تساعدك على إنشاء سطح مكتب مذهل ومنظم للغاية وذلك من خلال تحميل العديد من widgets من متجر نوكيا ovi store أو بإضافة البرامج والتطبيقات المثبة على جهازك إلى سطح
المكتب والتحكم بها باللمس. من هذه التطبيقات مثلاً:
- إضافة البريد الإلكتروني والرسائل القادمة إلى سطح المكتب.
- إضافة فيس بوك وتويتر وغيرها من خدمات مواقع الشبكات الاجتماعية.
- إضافة التقويم وقائمة المهام.
- إضافة مشغل الموسيقى والتحكم بها مباشرة من سطح المكتب.
- إضافة ارقام الهواتف الأكثر استخداما إلى سطح المكتب واجراء المكالمة بلمسة واحدة (يمكن إضافة حتى 8 ارقام إلى سطح المكتب

## العيوب
- لا يدعم بروتوكول نقل الصوت VOIP وبالتالي فهو لا يدعم Skype.
- سماعات خارجية بالهاتف على درجة متواضعة من الجودة. جودة صوت سماعات نوكيا 97 لا يمكن مقارنتها بجودة نظيراتها في هاتفي xpress music 5700 و 5800. ولكن ولحسن الحظ، قررت نوكيا ارفاق سماعات اذن عالية الجودة مع أزرار للتحكم بتشغيل الموسيقى والصوت ولكن بدون مايكريفون مدمج!
- لا يدعم معيار الاتصال اللاسلكي 802.11 n.
- ميزة قلب اتجاه الشاشة عموديا أو افقيا auto rotate لا تعمل الا إذا كان الهاتف قائما بزاوية عمودية مع الافق.
- بُطء في استعراض الصور كبيرة الحجم.
- استخدام أطراف اليد (الأظافر) يؤدي إلى تخريب الجهاز من حيث عدم الإطفاء.

## الميزات
- تصميم بسيط وجذّاب.
- قد تتوقع أن هاتف نوكيا 97 هو هاتف معقد وصعب الاستخدام ولكنك ستفاجأ بسهولة استخدامه وبساطته وبسهولة الوصول إلى أي جزء من خصائصه.
- سطح مكتب انيق للغاية ويمكنك ترتيبة وتنظيمة وإضافة وإلغاء التطبيقات باللمس.
- باللمس، يمكنك إخفاء التطبيقات الشخصية من سطح المكتب وعرض التطبيقات الأساسية مثل الساعة والتاريخ والوقت.
- إضافة أرقام الهاتف الأكثر استخداماً على سطح المكتب مع تخصيص صورة لكل رقم ثم الاتصال باي منهم باللمس.
- إمكانية تغيير خلفية سطح المكتب اوتوماتيكياً بعد وقت محدد.
- إمكانية البحث في الهاتف بما في ذلك الرسائل.
- إمكانية إضافة مشغل الموسيقى إلى سطح المكتب.
- الوصول إلى متجر OVI الجديد من نوكيا، بحيث يمكنك الوصل إلى الكثير من التطبيقات المجانية والمدفوعة وتحميلها وتثبيتها على جهازك.
- برنامج ovi suite المتوفر مجانا مع الجهاز يمكنك من مزامنة الصور، الفيديو، الخرائط والموسيقى ما بين كمبيوترك وهاتفك.
- اغلاق الشاشة وفك اغلاقها من خلال الضغط على زر الاغلاق وفك الاغلاق المدمج.
- ياتي الجهاز بأربعة ازرار فقط: زر الاتصال وانهاء الاتصال وزر القائمة menu وزر اغلاق الشاشة وفك الاغلاق.
- شاحن USB مع وصلة للتحويل إلى الشاحن العادي بالإضافة إلى شاحن للسيارة. من خلال شاحن USB يمكن شحن الهاتف من خلال كمبيوترك في منزلك أو عملك بينما تستخدم كمبيوترك المحمول أو المكتبي.
- إضافة أي حساب بريد إلكتروني وتصفحه مع دعم لخادم IMAP ومع دعم Mail exchange.
- مشاركة الصور والفيديو على الإنترنت.
- متصفح إنترنت مدمج بمزايا متعددة.
- إمكانية النسخ الاحتياطي لكافة محتويات الهاتف من الهاتف نفسه على الذاكرة الخارجية.
- Handwriting: ميزة الكتابة بخط اليد للعربية والإنجليزية مع إمكانية تدريب الهاتف على فهم طريقتك في الكتابة وتحويل الحروف المكتوبة بخط اليد إلى حروف مطبوعة بدقة.
- كاميرا مدمجة بجودة عالية مع فلاش للصور والفيديو (5 ميجا بيكسل)
- ميزة القص واللصق copy/past
- خيارات متعددة لتحرير وإرسال الصور مع ميزة تصغيير حجم الصور قبل الإرسال.
- Voice Commands: الوصول إلى أي تطبيق على الهاتف من خلال الصوت، يمكنك مثإلا أن تقول “بلو توث” فيتم تفعيل الاتصال من خلال البلوتوث.
- تحديد مستوى الاهتزاز vibration للمس ومع إمكانية تعطيله.
- دعم لموقع YouTube مع مشغل خاص بمقاطع الفيديو الخاص بيوتيوب.
- تحديث نظام التشغيل مباشرة من الهاتف نفسه.
- يتوفر للهاتف العديد من الثيمات الأنيقة.

## لمن هاتف نوكيا N97
هاتف نوكيا N97 هاتف مناسب لأصحاب الأعمال وللطلبة وللمدونين وللذين يستخدمون شبكة الإنترنت ويعتمدون عليها في حياتهم اليومية ولكل شخص يفكر باقتناء هاتف فعّال ومتعدد المهام والخصائص.

## محتويات الصندوق
يأتي مع جهاز نوكيا N97:
- شاحن USB
- وصلة للتحويل من الشاحن العادي إلى مخرج USB
- شاحن للسيارة.
- قطعة قماش لتنظيف الشاشة.
- سماعات اذن.